# Aeroporto di Chandigarh
L'aeroporto di Chandigarh (IATA: IXC, ICAO: VICG) è un aeroporto internazionale che serve gli stati federati di Chandigarh, tra cui la città di Chandigarh, Panchkula e Mohali e gli stati indiani del Punjab, Haryana e i distretti meridionali dell'Himachal. L'aeroporto viene utilizzato da otto compagnie aeree nazionali e collega Chandigarh a 2 destinazioni internazionali e 14 nazionali.